# 18805 Kellyday
18805 Kellyday è un asteroide della fascia principale. Scoperto nel 1999, presenta un'orbita caratterizzata da un semiasse maggiore pari a 2,2325853 UA e da un'eccentricità di 0,0419396, inclinata di 7,45337° rispetto all'eclittica.